# Доналд Блессінґ
Доналд Блессінґ (англ. Donald Blessing, 26 грудня 1905 — 4 липня 2000) — американський академічний веслувальник.
Олімпійський чемпіон 1928 року в складі вісімки.